# Brugsche-Vaartpolder
De Brugsche-Vaartpolder is een polder ten westen van Oostburg in de Nederlandse provincie Zeeland. De polder behoort tot de Oranjepolders.
De polder is gelegen in het meest westelijke deel van de Brugsche Vaart, daar waar deze uitmondde in het Coxysche Gat. Na de afdamming van het oostelijk deel ervan in 1652 door de Groote Dam, slibde het overgebleven deel ten westen van deze dam eveneens dicht. In 1684 werd het aan de westzijde, ter hoogte van de buurtschap Konijnenberg, afgedamd en ingepolderd in opdracht van François Velters, die baljuw van Oostburg was. Zo ontstond een polder van 87 ha.
Tegenwoordig wordt de polder in het oosten doorsneden door de Commerswerveweg, een rondweg om Oostburg. Het deel ten westen daarvan is omgevormd tot een golfterrein. Het deel ten oosten daarvan bevat scholen en sportvelden die behoren bij het stadje Oostburg.
De polder wordt begrensd door de Brugsevaart, de Dierkensteenweg, de Grotendam, de Baljuw Veltersweg, de Noordelijke Brugsevaart, de Veerhoekpolderweg en de Veerhoekdijk.